# Semidalis decipiens
Semidalis decipiens là một loài côn trùng trong họ Coniopterygidae thuộc bộ Neuroptera. Loài này được Roepke miêu tả năm 1916.